# Karriss Artingstall
Karriss Artingstall (Inglaterra, 23 de noviembre de 1994) es una boxeadora olímpica inglesa (amateur) de peso pluma que consiguió la medalla de bronce en los Juegos Olímpicos de Tokio 2020.
En 2019 se proclamó subcampeona de Europa en el Campeonato Europeo y obtuvo la medalla de bronce en el Campeonato Mundiale de boxeo aficionado

## Palmarés internacional
| Juegos Olímpicos   | Juegos Olímpicos     | Juegos Olímpicos  | Juegos Olímpicos |
| Año                | Lugar                | Medalla           | Peso             |
| ------------------ | -------------------- | ----------------- | ---------------- |
| 2021               | Tokio ( Japón)       | Medalla de bronce | Peso pluma       |
| Campeonato Europeo |                      |                   |                  |
| Año                | Lugar                | Medalla           | Prueba           |
| 2019               | Alcobendas ( España) | Medalla de plata  | Peso pluma       |
| Campeonato Mundial |                      |                   |                  |
| Año                | Lugar                | Medalla           | Prueba           |
| 2019               | Ulán-Udé ( Rusia)    | Medalla de bronce | Peso pluma       |